# Великая Бушинка
Вели́кая Буши́нка (укр. Велика Бушинка) — село на Украине, находится в Немировском районе Винницкой области.
Код КОАТУУ — 0523080801. Население по переписи 2001 года составляет 1364 человека. Почтовый индекс — 22845. Телефонный код — 4331.
Занимает площадь 3,381 км².

## Адрес местного совета
22845, Винницкая область, Немировский р-н, с. Великая Бушинка